# Trachylepis capensis
Espèce
Synonymes
- Tiliqua capensis Gray, 1831
- Mabuya capensis (Gray, 1831)
- Scincus trivittatus Cuvier, 1829

Trachylepis capensis est une espèce de sauriens de la famille des Scincidae.

## Répartition
Cette espèce se rencontre en Afrique du Sud, au Swaziland, en Namibie, au Botswana, au Zimbabwe et en Zambie.

## Description

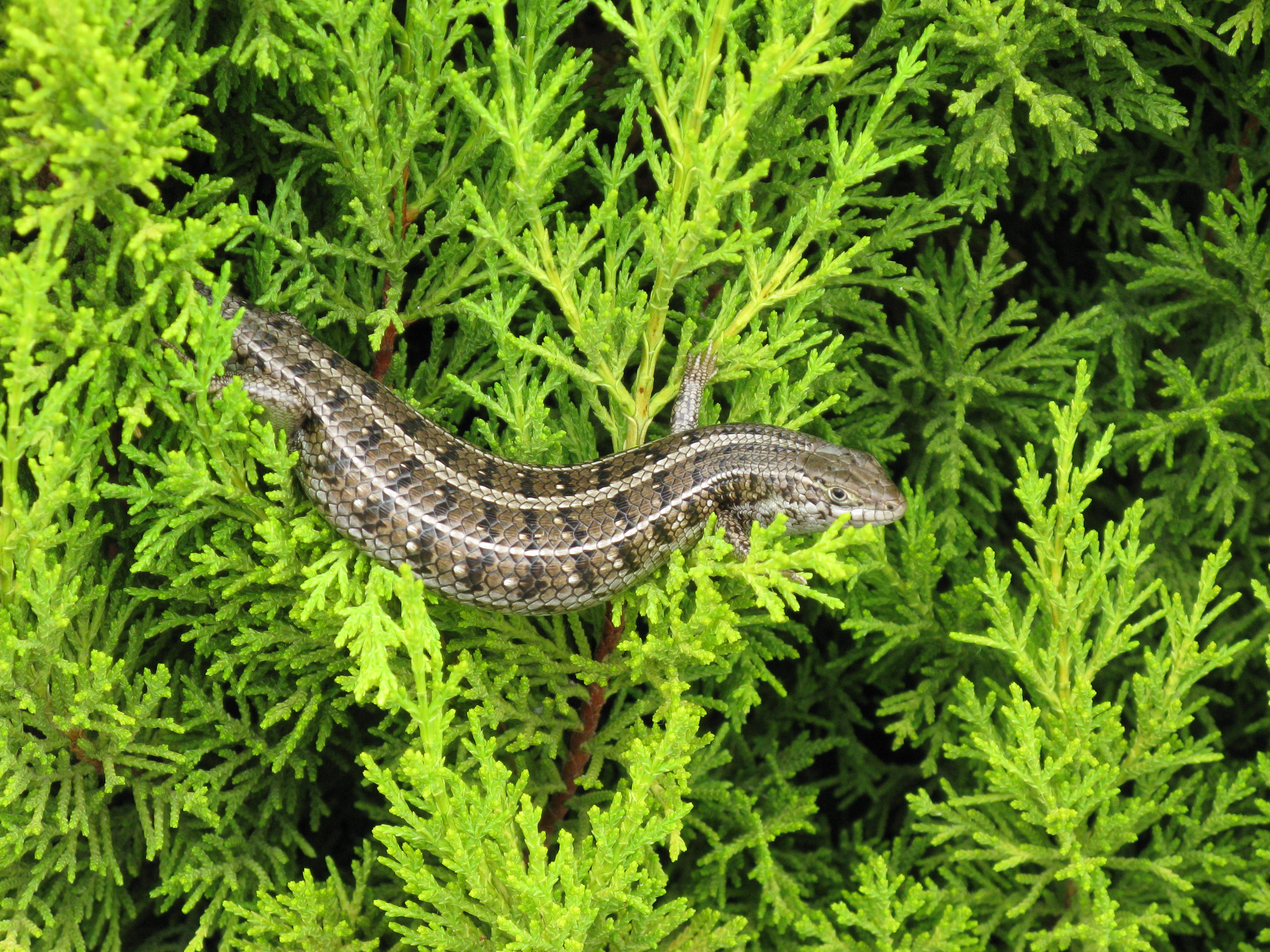

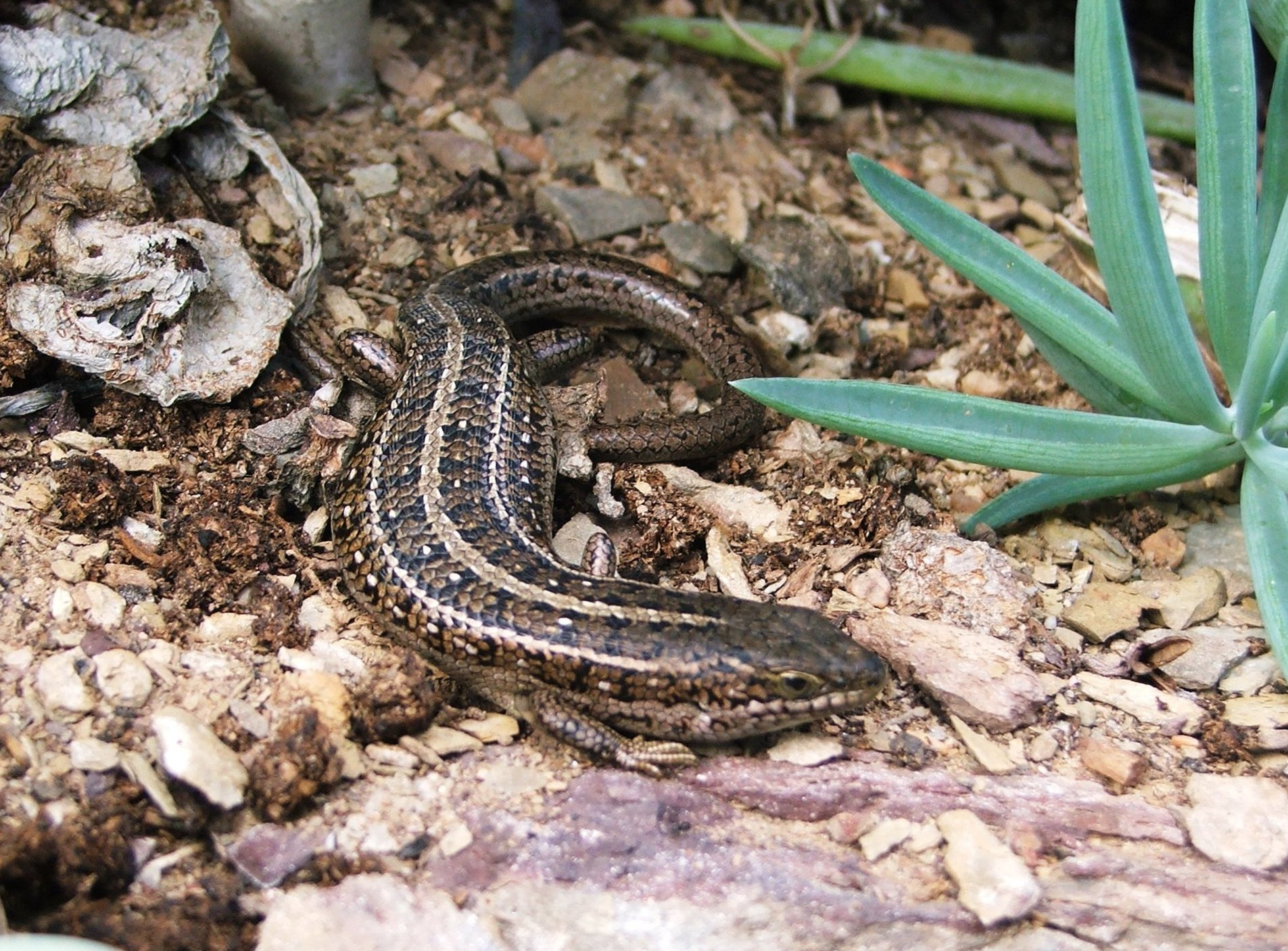

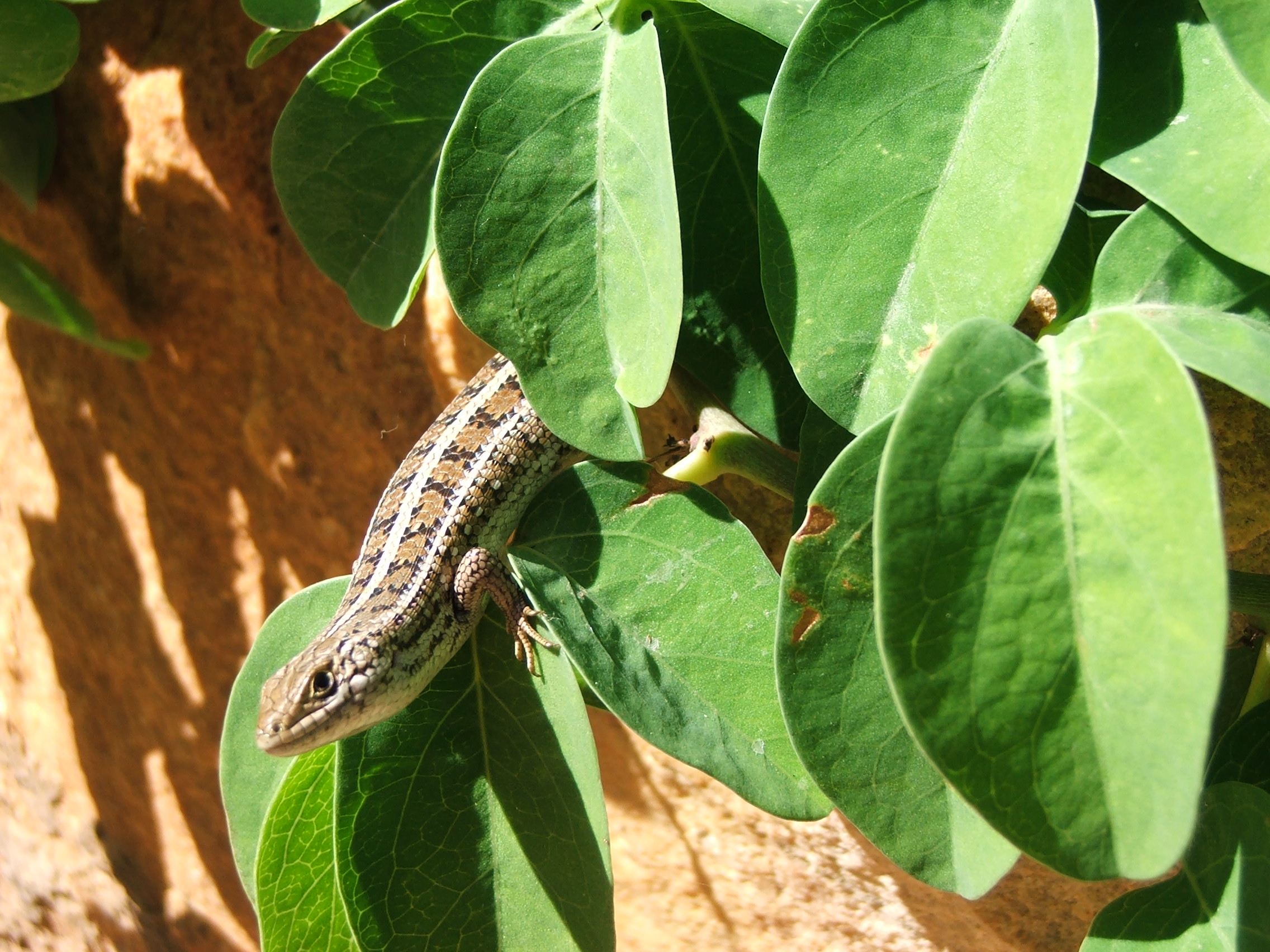

C'est un saurien ovovivipare.

## Étymologie
Son nom d'espèce, composé de cap et du suffixe latin -ensis, « qui vit dans, qui habite », lui a été donné en référence au lieu de sa découverte, le cap de Bonne-Espérance.

## Publication originale
- Gray, 1831 "1830" : A synopsis of the species of Class Reptilia. The animal kingdom arranged in conformity with its organisation by the Baron Cuvier with additional descriptions of all the species hither named, and of many before noticed, V Whittaker, Treacher and Co., London, vol. 9, p. 1-481 (texte intégral).